# 듀얼 모드 차량

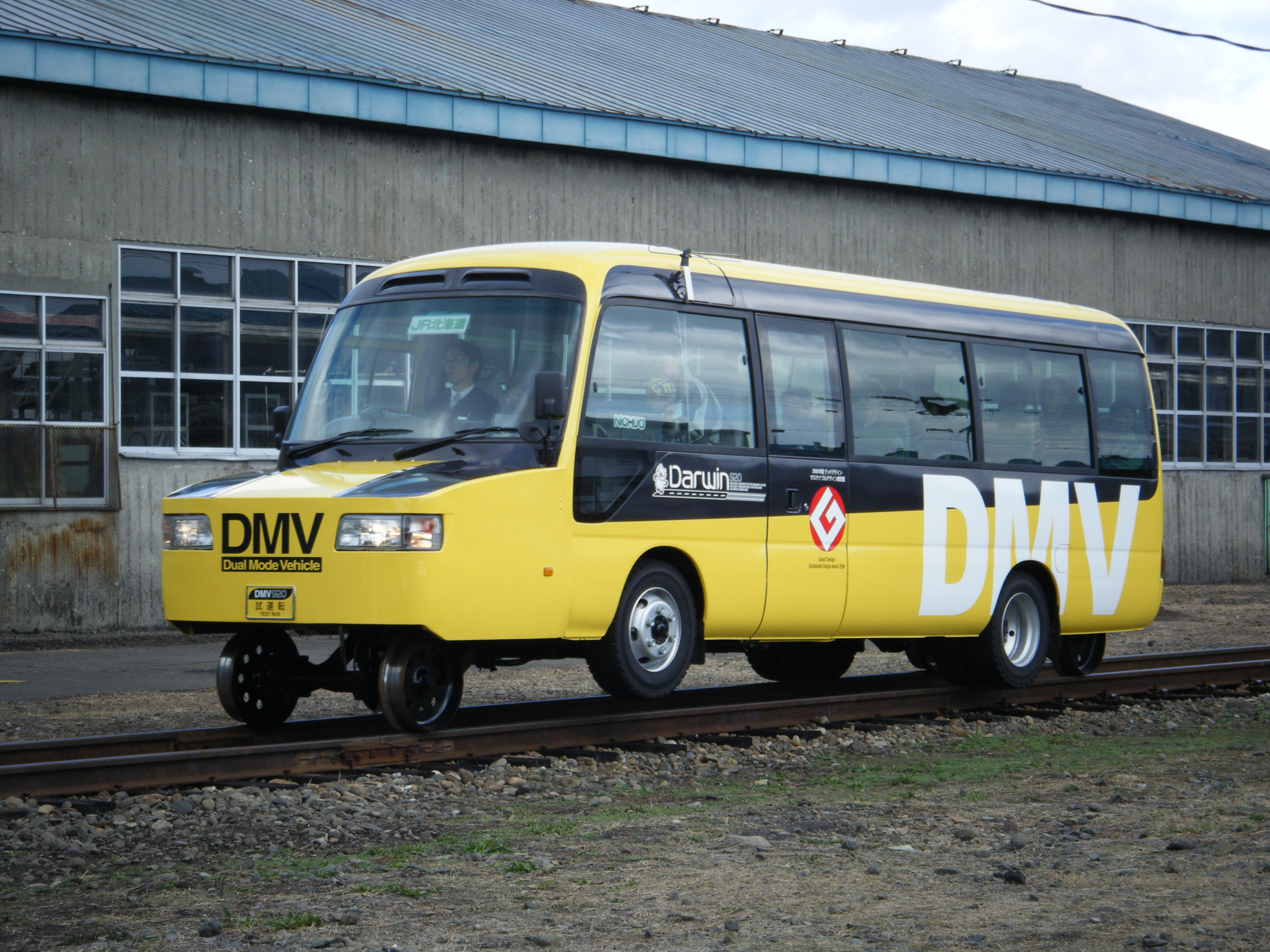
일본의 DMV

듀얼 모드 차량(Dual-mode vehicle, DMV)은 일반 노면은 물론 철도 선로 또는 가이드웨이로 알려진 전용 선로에서도 작동할 수 있는 차량이다. 이러한 차량의 개발은 1950년대 또는 그 이전에 개인 고속 수송 시스템과 함께 시작되었다.
듀얼 모드 차량은 일반적으로 전기로 구동되며 단거리 및 저속에서는 배터리를 사용하고 장거리 및 고속에서는 트랙 공급 전력을 사용하여 전력 공급을 위해 듀얼 모드로 작동한다. 듀얼 모드 차량은 원래 별도의 엔진이 필요 없이 도시 간 이동에 적합한 전기 자동차를 만드는 방법으로 연구되었다.
듀얼 모드 대중교통(dual-mode transit)은 듀얼 모드 차량이 공공 도로와 안내로 모두에서 작동하는 교통 시스템을 의미한다. 따라서 두 가지 운송 수단을 사용한다. 일반적인 듀얼 모드 교통 시스템에서 자동차와 비슷한 개인 차량은 거리에서 운전자의 통제하에 이동할 수 있지만, 장거리 자동 이동을 위해 특수한 형태의 철도 또는 모노레일일 수 있는 가이드웨이에 진입할 수 있다. 보다 최근에는 1990년대부터 여러 듀얼 모드 대중 교통 시스템이 등장했으며, 특히 고무 타이어를 장착한 트램과 유도버스가 많이 등장했다. 기존 철도 선로와 도로를 사용하는 듀얼 모드 차량의 하위 집합을 도로-철도 차량(road–rail vehicles)이라고 한다.

## 같이 보기
- 전기차 배터리
- 전기디젤기관차
- 오반 버스웨이
- 피기백 (교통)
- 플러그인 하이브리드
- 아사토선